# ちょんまげどん
『ちょんまげどん』は、ほりのぶゆきの漫画。小学館「ビッグコミックスピリッツ」で連載された。単行本は小学館「ビッグコミックススペシャル」のレーベルより全2巻。

## 概要
作者の他の作品と同様、シュール・ナンセンスな4コマ漫画である。タイトル通りちょんまげを数多くネタとし、様々なことをちょんまげにこじつけたりする。
単行本第2巻の最後に、おまけ的な漫画が描かれている。

## この漫画に登場した歴史上の人物
- 柳生十兵衛
- 天草四郎
- 宮本武蔵
- 佐々木小次郎
- 毛利元就
- 武田信玄